# Windows
A Microsoft Windows a Microsoft Corporation gyártotta operációs rendszerek, illetve az ezekbe épített többfeladatos grafikus felhasználói felületek, valamint bizonyos mobiltechnológiák családja. A „Windows” szó és logó a Microsoft cég védjegye.
A Windows operációs rendszerek szabványos felületet nyújtanak, mely legördülő menükre, ablakokra és egy mutatóeszközre, például egérre alapszik. Nagy részüket magyar nyelven is kiadták (az első magyar nyelvű verzió a 3.1 volt és azóta csaknem minden verzió megjelent magyarul is). Az operációs rendszer Vista verziója 35 nyelv összesen 37 változatában érhető el. A Microsoft által kiadott operációs rendszerek a piac több mint 90%-át birtokolják.
A Windows operációs rendszerek alapfilozófiája a popularitás, a könnyen kezelhetőség, valamint a „minden egyben” filozófia (a számos beépített böngésző, médialejátszó stb. alkalmazás), amely - legalábbis szándékuk szerint - leveszi a felhasználó válláról a telepítés, fenntartás, kezelés terheit, és biztosítja a számítógép széles körű használatát az informatikában járatlan felhasználók számára is. A Windows operációs rendszerek egy részét ennek ellenére számos kritika érte, részben bizonyos tervezési hibák, részben a Microsoft üzletpolitikája miatt.

## Története
A Microsoft az Apple cég operációs rendszerének alapötletét felhasználva kezdte el kifejleszteni az ablaktechnikán alapuló rendszerét, a Windows-t. A rendszer a DOS után forradalmian újnak számított, sikere pedig a konkurenciához képest alacsony árában volt keresendő. Az 1.0-s után a 3.0-s rendszer megjelenése jelentett igazán nagy durranást, amikor a konkurens cég majdnem csődbe is ment.
A ma már kevéssé ismert Windows 1.0 felületét a Microsoft a Xerox által kifejlesztett koncepciók alapján készítette el, részben lemásolva az Apple cég aktuálisan használt operációs rendszerének működését. A fejlesztés jelentős részét teszi ki más cégek által kifejlesztett technológiák felhasználása (vagy azért, mert a technológia nem volt levédve, vagy mert felvásárolták az adott cégeket).
A kezdeti 16 bites verziók (1.0-3.1), illetve a kezdeti (nem NT-alapú) 32 bites verziók (Windows 95, Windows 98, Windows ME) a kényelmet és a teljesítményt tartották szem előtt a biztonsággal szemben. Ezeknek a verzióknak nem volt kifinomult jogosultsági rendszere. A Windows NT vonal kliensekre szánt tagjai (Windows NT, Windows 2000, Windows XP, Windows Vista, Windows 7, Windows 8, Windows 8.1, Windows 10, Windows 11) már fokozatosan egyre több biztonságra irányuló funkciót tartalmaznak.

### Rendszerbiztonság
A korai Windows-verziók közismerten, a Unix szellemiséggel ellentétben, nem követelték meg a preemptív, azaz egy legalább Intel-386-os szintű processzort. A 3.1-es verziót is még felbootolt DOS-ból kellett indítani, de egy legalább 386-os processzor esetén már úgynevezett enhanced mode üzemmód is elérhető volt. Ezen enhanced mode még csak részlegesen volt preemptív, azaz bizonyos esetekben az elszabadult programokat azok együttműködése hiányában is meg lehetett fékezni.

### DOS

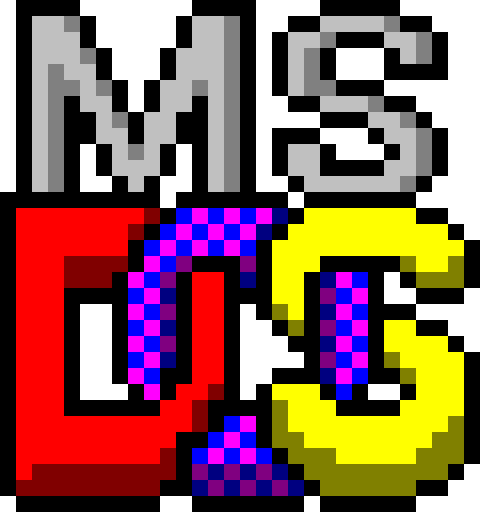
Az MS-DOS logója

Az MS-DOS egy manapság már alig használt operációs rendszer. Régebben megtalálható volt szinte minden szerveren, asztali számítógépen és laptopon. A DOS első változatát, a PC-DOS 1.0-t 1981-ben fejlesztették ki. Különböző változataival, ami a DOS 7.1-ig tartott, megnyerte a jogot, hogy a világ egyik legelterjedtebb operációs rendszere legyen és az évek során a kezdetben elérhető parancsok száma minden kiadásnál bővült. Alapja egy úgynevezett parancssorból állt, ahol a felhasználó a géppel parancsok formájában kommunikált. Ezek a DOS változatok nagyon nagy hibatűrő képességűek voltak. A későbbiekben a Windows termékek szolgáltatásaiba építették bele.
A korai és DOS alapú Windows verziók a „mindent szabad, kivéve néhány dolgot” elv alapján épültek fel, ellentétben a Unix-szerű rendszerek „minden tilos, kivéve a megengedett dolgokat” elvével. Ennek eredményeképp a felhasználói programok gyakorlatilag a teljes számítógépet és a rendszert képesek voltak elérni és módosítani. A felhasználói köztudat tévesen mindezt a felhasználói kényelemmel azonosította, míg az ezzel ellentétes Unix filozófiát pedig a felhasználó akadályozásaként élte meg. Az embereknek sok vírustámadást és saját kezelési hibát kellett ahhoz átélniük, hogy a 70-es évekből származó Unix filozófiát ne ellenségként, hanem hűséges védelemként éljék meg. Olyannyira a Unix filozófia felel meg jobban a vandálsággal és felhasználói tévedésekkel teli számítógépes világnak, hogy amilyen mértékben az igen széles körű és szellemileg tarka-barka felhasználói réteg megértési, tanulási, megszokási és alkalmazkodási képessége engedte, a Microsoft lépésről lépésre ebbe az eredetivel ellentétes filozófia irányába húzta, művelte a Windowst. Azaz a Windows felhasználói igényét gondosan összhangba hozták az egész emberiségre kiterjedő felhasználói tábor realitásaival. Míg a Unixot egyetemi- és kutatói környezetben hasonló környezetre gondolva fejlesztették és csak a 90-es évek nagy változása, hogy a felhasználói tábor túlnőtt ezen a birodalmon, addig a Windows-t mindig is mindenkinek tervezték, azaz nem csak az elérhető számítógépek képességeit vették figyelembe, hanem a kiszolgálandó felhasználókét is. Mindennemű kölcsönös ócsárolás és fölösleges acsarkodás alapja az, hogy nem veszik figyelembe ezt a két jelentősen eltérő eredetet, eltérő filozófiát, és kölcsönösen nem tartják tiszteletben egymás ténylegesen elért eredményeit.

### Windows 3.1
A Windows 3.1 volt a legelső, magyar nyelvvel is rendelkező Windows operációs rendszer, emellett még támogatta a magyar billentyűzetkiosztást is. Az operációs rendszer (hasonlóan a Windows 9X rendszerekhez) még DOS alapon fut, így DOS-ból kell elindítani a WIN paranccsal (ezt automatizálni is lehet a WIN parancs AUTOEXEC.BAT-hoz való hozzáadásával). Támogatta a 24 bites (True Color) színeket, 1280x1024-es képfelbontást (ha a számítógép tartalmazott egy arra alkalmas videokártyát), illetve rendszerre készült szoftverek is megjelentek, ezeket későbbi operációs rendszerek is támogatták (Windows XP-ig).
A Microsoft kiadott egy Windows for Workgroups 3.11 nevű verziót, amely 1993 novemberében jelent meg, és a Windows 3.1 hálózati kiegészítésének tekinthető. Ebben a verzióban már megjelent a hálózati tartományhoz való kapcsolódás lehetősége és egy alapszintű csoportmunka támogatottság, illetve javították a stabilitást. Később még megjelent egy Windows 3.2 is, de azt csak Kínában forgalmazták.

### Windows 95/98/Me
1995-ben megjelent a Windows 95, amely rengeteg újítást hozott magával: A tálca, a Start menü, az asztalra helyezhető ikonok megjelenése, későbbi verzióknál pedig opcionálissá vált az Internet Explorer webböngésző telepítése is. A 95-től örökölt meg mindent a Windows 98, ezen kívül még több újítást tartalmazott: Dokumentumok mappa első megjelenése, az Internet Explorer egybe integrálása az operációs rendszerrel és az Active Desktop megjelenése (a rendszerkövetelmény ennek köszönhetően megnőtt és eltávolítani sem lehetséges különleges programok nélkül, ezt sokan kritizálták, de könnyebb navigációt biztosított mappák és fájlok között). A második kiadása, a Windows 98SE (Second Edition) volt igazán sikeres, és nem egy régi számítógépen a mai napig fellelhető. 2000-ben jelent meg a Windows 2000, amely habár a 95/98 névsémát használta, NT alapú volt és cégeknek készült. A Windows Me (Millennium Edition) csak rövid ideig volt kapható sikertelenségének köszönhetően, képes volt a Windows-rendszerfájlok védelmére és illetéktelen módosítás után a visszaállításukra, ennek ellenére az operációs rendszert rengeteg kritika érte a stabilitási problémák miatt, amely főleg a rossz hardvertámogatásnak (mind a gyártóktól, mind a Microsofttól), a rosszul megírt programoknak, illetve a DOS alapú Windows rendszer elavultságának volt köszönhető, ezt még a Microsoft is elismerte.

### Windows NT
A Windows NT leginkább vállalati körökben aratott nagy sikert, elsősorban rendkívüli stabilitása miatt. A Windows NT vonal működését, rendszermagját úgy tervezték újra, hogy a fenti biztonsági hiányosságok kiküszöbölhetővé váljanak. Ennek megfelelően nemcsak hogy fájl szintű Hozzáférés Vezérlő Lista (HVL – Access Control List – ACL) alapú jogosultságkezelést kaptak az NT vonal tagjai, hanem a „minden objektum” elvet felhasználva HVL adható tetszőleges objektumhoz, legyen az egy folyamat, egy szál, egy eszközmeghajtó, egy szinkronizációs objektum vagy akár egy osztott memória régió. A biztonságos adattárolás érdekében bevezették az 1993-ban piacra dobott új adattárolási eljárást. Az NTFS alkalmazásával növekedett a merevlemezes adattárolás biztonsága (létrejött a felhasználói adatállományok elkülönítése). Megjegyzendő, hogy a „nemcsak hogy fájl szintű” biztonsági elemek Unixban mindig is léteztek, mert ott a „Unixban minden dolog egy fájl” irányelv szerint az imént felsorolt objektumok egy-egy látszólagos fájllal vannak nevesítve. Ezzel a fejlett biztonsági mechanizmussal az NT vonal kliensekre szánt tagjai (Windows NT, Windows 2000, Windows XP, Windows Vista, Windows 7, Windows 8, Windows 8.1), illetve a szerverekre szánt tagjai (Windows NT Server, Windows 2000 Server, Windows Server 2003, Windows Server 2008, Windows Server 2012) is rendelkeznek. A szerver verziók a jogosultságok központi kezelését is lehetővé teszik a szervezeten belül.
A Microsoft a kezdeti biztonsági problémák elhárítására alkotta a Biztonságos számítógépezés kezdeményezést.

### Windows XP
A Windows XP (a név eredete: experience = élmény) 2001-es megjelenése óta három nagyobb javításon (SP1, SP2 és SP3) esett át. A Windows XP-nek megjelent egy 64 bites verziója is, amely – mivel csak 64 bites meghajtóprogramokat képes kezelni – az eszközmeghajtók hiánya miatt nem túl széles körben használatos, továbbá nem érhető el rá a harmadik szervizcsomag. A terméktámogatás 14 évig tartott, ez is bizonyítja a verzió sikerét. Az XP a rengeteg - elsősorban biztonsági jellegű - probléma ellenére a Microsoft egyik legsikeresebb operációs rendszerének tekinthető (a problémák nagy része a Service Pack 1-3 javítócsomagokkal, valamint az Internet Explorer használatának mellőzésével különben is orvosolható volt). 2010-ben, jóval a következő verziók megjelenése után, a Windows felhasználók többsége még mindig az XP-t használta, és számos felmérés szerint a világ második legelterjedtebb operációs rendszerévé vált, legalábbis az egyszerű (nem vállalati) felhasználók körében (a becslések szerint ezek kb. 20%-a XP-t használ).

### Windows Vista
A hosszú halasztások után 2007-ben debütált Windows Vista rendszer stabilabbnak és biztonságosabbnak mondható az eddigieknél. A jövőről elmondható, hogy a szoftvergyártók a cégeknek szánt funkció gazdag és a háztartásoknak szánt szép rendszereket egyre inkább összemossák, így elég gépigényes rendszerek születnek. 2008 tavaszán erre az operációs rendszerre is adtak ki Service Pack-et, ennek telepítése mindenképp ajánlott volt.
A Windows Vista rendszert a szakemberek, valamint a felhasználók többsége a Microsoft egyik legkiábrándítóbb Windows családjának ítélte. Többek között az XP-hez képest meglehetősen leromlott rendszerigény/teljesítmény arány, s emellett az XP rendszerrel való (in)kompatibilitási gondok is bosszantották az asztali számítógépek tulajdonosait. Mindazon által egy forradalmian új platform volt ami megalapozta a későbbi sikeres verziókat.

### Windows 7
A Windows Vista után megjelent a Windows 7 is, 2009 októberében megérkezett az első magyar (teljes) verzió. A rendszer rengeteg újítással, új GUI-val (grafikus felhasználói felület) büszkélkedhet, és teljesítményét tekintve is előnyös az otthoni számítógép-használók szempontjából. A legelterjedtebb operációs rendszer (a felhasználók kb. 45%-a Windows 7-et használ).
- Starter - egyszerű, Aero megjelenítés nélküli OS
- Home Basic - otthoni alap OS, néhány Aero szolgáltatással
- Home Premium - teljes körű Aero szolgáltatás
- Professional - a Home Premium minden szolgáltatásával rendelkezik, és néhány Windows Server elemmel is
- Enterprise - nagyvállalatoknak, szintén több szerver elemmel. Boltokban nem kapható, vállalatok előrendeléssel vehetik igénybe
- Ultimate - minden Aero szolgáltatás, több szerver elem

Több ismert cég kijelentése szerint a Windows 7 egy álruhába öltöztetett Vista, melyet kicsit feljavítottak, használhatóbbá tették. A Windows hetedik verziójának kiadási dátuma 2009. október 24. A béta verzió 2009. január 24-ig ingyenesen tölthető volt. Az éles verzió 2009 decemberében jelent meg. Ezt a verziót használják a legtöbben.

### Windows 8
A Windows 7 után 2012-ben megjelent a Windows 8. A verziók:
- Windows 8 Alap (core)
- Windows 8 Pro
- Windows 8 Enterprise
- Windows RT

Ezen kívül megjelent 3 „előzetes” is:
- Developer Preview
- Consumer Preview
- Release Preview

### Windows 8.1 (Windows Blue)
A Microsoft új termékfejlesztési ciklusának első terméke a Windows 8.1, mely 2013. október 17-én jelent meg. Ezt frissítésként minden Windows 8-as felhasználó ingyen megkapja, de le is tölthető a Microsoft honlapjáról. A Microsoft 2023. január 10-ig biztosít hozzá frissítéseket.

### Windows 10
A Microsoft 2008-as hírek szerint egy teljesen új alapokon álló Windows-utódon dolgozott legjobb programozóinak bevonásával, amely a már bemutatott Singularity kísérleti rendszerre épült volna, s amely Midori néven volt ismert. 2009-ben viszont megjelent a Windows 7, 2012-ben pedig a Windows 8, és a Midori fejlesztése megakadt. 2014. október 1-jén letölthetővé vált a Windows 10 próbaverziója, a nyilvános kiskereskedelmi kiadás pedig 2015. július 29-én jelent meg.
Főbb kiadásai:
- S: A Windows 10 lebutított verziója, csak UWP (Universal Windows App) futtatására képes, ezzel nagyobb védelmet biztosítva.
- Home: PC-ken 2-in-1 PC-ken futásra tervezve. A frissítések automatikusan települnek a rendszerre, csupán a frissítés utáni esetleges újraindítás időpontja szabályozható.
- Pro: A Home változatra épülő kiadás, mely üzleti szolgáltatásokkal bővíti a Home tudását. A frissítések telepítése maximum négy hónappal halasztható el.
- Enterprise: Nagyvállalatok számára készült kiadás, ezen kiadásban lehetséges a telepített frissítések megválogatása.[20]
- Education: Oktatási célra kifejlesztett verzió. Ezen kiadásban minden elérhető amely a Pro-ban is elérhető.
- Mobile: okostelefonokon futásra tervezett kiadás. A Windows Phone 8.1 utódja.
- Mobile Enterprise: sajátossága, hogy nincsen a Windows 10 mobile-tól eltérő lemezképe, hanem a Windows 10 mobile-ból lehet átalakítani egy MSDN-ről letölthető XML fájl segítségével. Eltérése az előbbi változattól, hogy lehetséges benne az áruházon kívüli alkalmazások telepítése, ezen felül eltérő használati feltételekkel rendelkezik, és elérhető Windows Update for Business és a Current Branch for Business frissítési ág is.[21]
- IoT: a Windows 10 alacsony fogyasztású, beágyazott rendszerekre szánt változata, célközönsége a számítástechnikával hobbiszinten foglalkozók. Sajátossága a grafikus felület teljes hiánya, azt külön univerzális appként lehet letölteni hozzá. A rá való alkalmazásfejlesztéshez a Visual Studio 2015 és a Windows 10 10240-es vagy annál újabb buildje szükséges. Neve az internet of things rövidítése.[22]

Újítása többek között az univerzális alkalmazások megjelenése, az új, Edge nevű böngésző, vagy az átdolgozott Start menü, illetve a Táblagép mód. Ebben a verzióban jelent meg a Microsoft virtuális asszisztense, a Cortana is.
- Frissítés a rendszerre

2016. július 29-ig ingyenesen lehetett frissíteni rá, a Windows 7, Windows 8 és 8.1 nem ARM processzoron futó változatait.

### Windows 11
A cég 2021. június 24-én bejelentette a Windows 11-et, egy külön esemény keretein belül. A Windows 11 bejelentése előtt egy hónappal a Windows 10X fejlesztését leállították, így nem fog kiadásra kerülni ez a változat. A fejlesztések átkerültek a Windows 10-be és a Windows 11-be.

## Félbeszakadt projektek
A Microsoft indított pár Windows-projektet, amelyek azonban félbeszakadtak, bár a technológiájuk egy részét beépítették más operációs rendszerekbe.
- Cairo: 1991–1996-ig fejlesztés alatt álló rendszer, a Windows NT 4.0 kódnév alatt. Sosem adták ki, azonban egyes részeit felhasználták más rendszerekben. A grafikus felületét használja a Windows 95.
- Nashville: a Windows 95 továbbfejlesztéseként mint egy „Windows 96” jelent volna meg. Áthidalást jelentett volna a 95-98 közt, és a NT 4.0 - Cairo közt. Továbbá ebben jelent volna meg az Internet Explorer 3.0 és az Active Desktop. Szintén az ebben kifejlesztett technológiák egy részét más Windows-verziókban felhasználták
- Neptune: Tulajdonképpen egy „Windows 2000 Home Edition” lett volna, ami tartalmazza a Windows 2000 technológiáját, kernelét és a Windows ME felhasználóbarát szolgáltatásait. Legjobb kiadása az 5111 build, amit bétatesztelésre ki is adtak. Frissíthető DirectX 9.0c-re és Internet Explorer 6-ra. Tartalmazta a Windows-tűzfal legelső változatát. A projektet végül félbeszakították, és végül is az Odyssey-vel és a Whistler projektekkel összehangolva a Windows XP lett a végleges kiadás.
- Odyssey: az Odyssey lett volna a Windows 2000-et felváltó üzleti operációs rendszer; a kódbázis a Neptune-nal azonos volt.
- Windows NT 5.0: Folytatni tervezték a Windows NT sorozatát a Windows NT 5.0 rendszerrel. Ezen a néven sosem jelent meg, ugyanis a végleges verziót Windows 2000-re nevezték át. Az eredeti névvel csak bétaverziók jelentek meg.
- Midori: 2015-ben félbeszakadt a fejlesztése.
- Windows 10X: A Windows 10X-et a Microsoft kifejezetten a széthajtható és kinyitható, kétképernyős eszközökhöz tervezte, és ehhez alakította működését is. Ezen a néven sosem jelent meg, a Windows 11 bejelentése előtt leállították a projektet és átkerültek a fejlesztett funkciók a Windows 11-be.

## A Windows főbb saját alkalmazásai
Az idők során számos alkalmazást építettek be az operációs rendszerbe, hogy a felhasználóknak az operációs rendszer feltelepítése után egyből rendelkezésükre álljanak bizonyos alapvető funkciók, és ne csak a nyers keretrendszert kapják. Már a Windows 3.1 idejében tartozék volt egy óra (akkor még a később eltűnt analóg óra is), a Paint (mely akkor szintén magasabb fejlettségi szinten állt), a Jegyzettömb, a Wordpad. A játékok közül a Pasziánsz és az Aknakereső voltak jelen. A Windows 9x rendszerekben megjelent már a Windows Media Player és az Internet Explorer egyre újabb verziói is. Ezek azóta a rendszer egyre szervesebb részét képezték, és már nem eltávolítható összetevők (például a Windows 98-ban még külön folyamatként futó explorer.exe adta a Windows Intézőt, és a „systray” folyamat a tálcát, míg XP-ben már az explorer.exe felelős a teljes asztalért, a tálcáért, a Start menüért).
Időközben ezen alkalmazások listája folyamatosan bővül, egyre több segédalkalmazás áll rendelkezésünkre az újabb verziók megjelenésével.

### Start menü és a tálca
A Windows 95-ben hatalmas reklámkampány kíséretében debütált az azóta is kulcsfontosságú és egyre jobban kibővített, átalakított Start menü. Lényege, hogy a szokásos alkalmazói ablakoktól jól eltérő és ráadásul állandó helyen érhetjük el a számítógép legfontosabb helyeit. Hagyományosan az aktuális Windows verzió logója látható rajta, és a 95-XP verziók között a Start felirat is. Rendszerlogikai értelemben a start menü olyan, mint a parancssoros vezérlésű rendszereknél az állandóan kéznél lévő parancssor. A Windows 95 előtt a start menü tartalma 4 darab, a közönséges programablakokhoz hasonló ikonos ablakba volt tematikusan szétosztva úgy, hogy a start menü minden egyes eleme ezen 4 ablak valamelyikében egy rákattintós ikon volt. Ennek is megvolt a maga koncepcionális eleganciája: elvégre ha ablakos a rendszer, akkor minden legyen ablak. A külső színfalak mögött, a rendszerprogramozói szemszögből a szóban forgó Start Menü is egy ablak, csak nagyon speciális formája van, és kedvenc szokása a képernyő alján csücsülni.
A tálca fogadja a korábban az asztalra kerülő ikonokat. Hagyományosan bal oldalon a Start gomb. Mellette az eszköztárak és a futó programok gombjai. Jobboldalt pedig az óra és egyes háttérben futó folyamatok ikonjai láthatóak.
Az újítás lényege tehát az, hogy hasznos lehet, ha speciális célokra a szokásos működésű és kinézetű ablakok helyett igen speciális kinézetű és működésű ablakokat hoznak létre.

### Windows Media Player és Internet Explorer
Ezekkel a termékekkel a Microsoft egy alapszintű programot bocsátott a felhasználók rendelkezésére, hogy egyből használhassák gépüket bizonyos funkciókra (böngészés, médialejátszás). Később ezek „behegesztett” összetevőkké váltak, és a telepítő automatikusan feltelepítette mindegyiket. A legtöbb felhasználónak negatív a véleménye az Internet Explorerről, bár a 7-es verzió nagyobb sikereket ért el, mint a 6-os.

## A Windows termékei és technológiái
Kezdetben a Windows csak egy, a DOS operációs rendszer alatt futó grafikusfelhasználóifelület-család volt; a Windows NT-től kezdve tekinthető önálló asztali operációs rendszernek. Mára a Microsoft Windows termékek már az operációs rendszerek és mobiltechnológiák külön családját alkotják.